# Éric Ripert

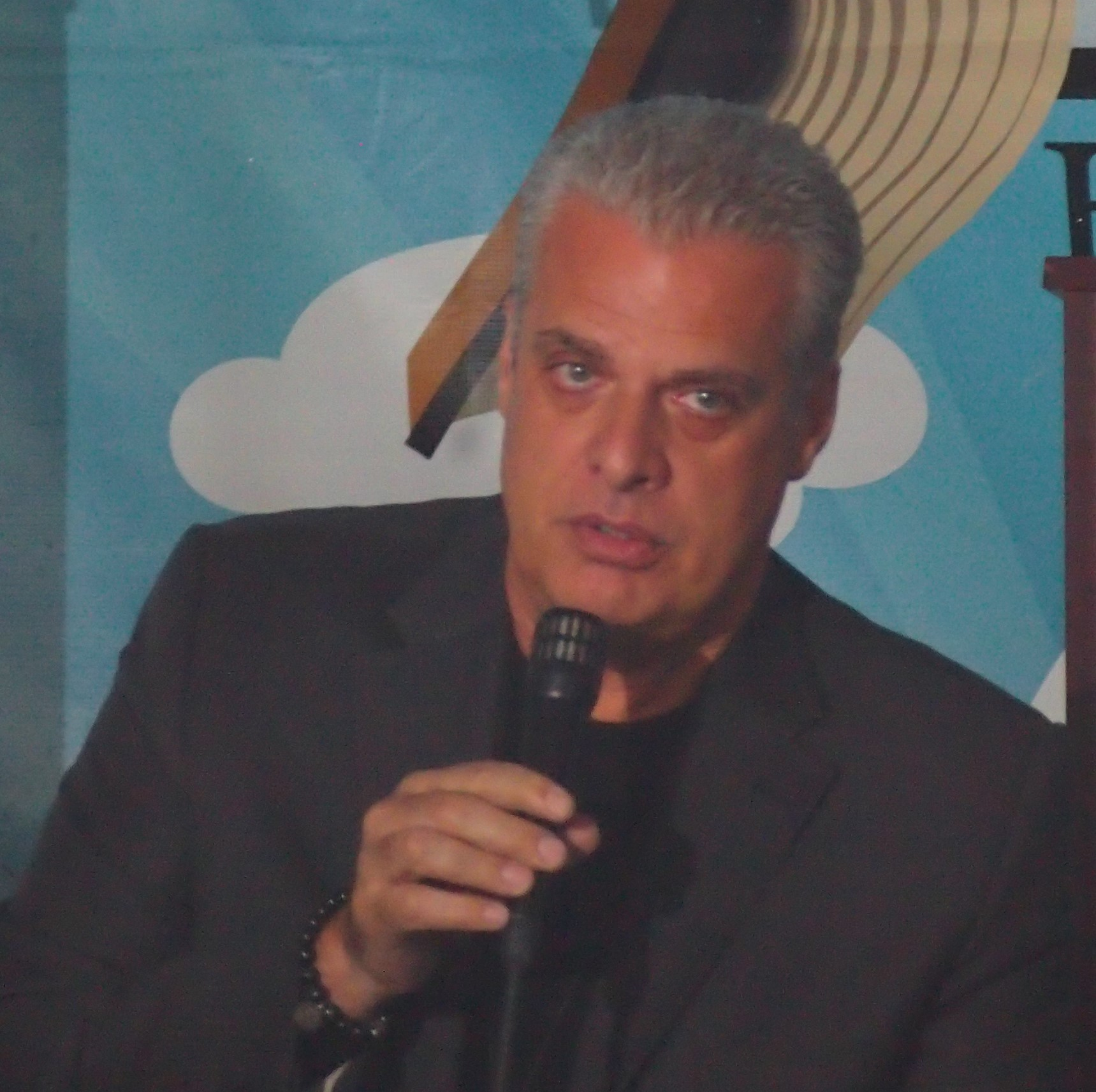
Ripert no Gaithesburg Book Festival

Éric Frank Ripert (nascido em 2 de março de 1965) é um chef francês, autor e personalidade da televisão especializado em cozinha francesa moderna e conhecido por seu trabalho com frutos do mar.
O restaurante carro-chefe de Ripert, Le Bernardin, localizado na cidade de Nova York, foi classificado entre os melhores restaurantes do mundo por revistas de culinária e atualmente ocupa o 36º lugar na lista anual dos "50 melhores restaurantes do mundo". Possui as classificações máximas de quatro estrelas do The New York Times e três estrelas do Guia Michelin.

## Infância e educação
Ripert nasceu na França e aprendeu a cozinhar desde muito jovem com sua mãe. Quando ele era jovem, sua família mudou-se para Andorra, onde foi criado. Mais tarde, ele voltou para a França e frequentou uma escola de culinária em Perpignan.

## Carreira culinária
Aos 17 anos, em 1982, mudou-se para Paris, onde trabalhou por dois anos no La Tour d'Argent, um famoso restaurante que afirma ter mais de 400 anos. Em seguida, Ripert trabalhou no Jamin com Joël Robuchon e logo foi promovido a Chef Assistente de Partie. Em 1985, Ripert deixou o serviço militar, após o que voltou a Jamin como Chef Poissonier.
Em 1989, Ripert mudou-se para os Estados Unidos. Ripert mudou-se para Nova York em 1991, trabalhando brevemente como subchefe de David Bouley antes de Maguy e Gilbert Le Coze o recrutarem como chef do Le Bernardin. Em 1994, Ripert se tornou o chef executivo do Le Bernardin depois que Gilbert Le Coze morreu inesperadamente de um ataque cardíaco. No ano seguinte, aos 29 anos, Ripert recebeu uma classificação de quatro estrelas do The New York Times e, em 1996, tornou-se co-proprietário do restaurante. No Guia Michelin NYC 2006, o Le Bernardin foi um dos quatro restaurantes de Nova York a receber o máximo de três estrelas Michelin por excelência em cozinha. O Le Bernardin recebeu quatro estrelas do The New York Times quatro vezes consecutivas, tornando-o o único restaurante a manter este status requintado por tanto tempo. Le Bernardin é freqüentemente referido como o Templo dos Frutos do Mar.

## Prêmios
- "Melhor Restaurante da América" (1997) por GQ
- "Melhor Comida na cidade de Nova York" (2000–2007) por Zagat
- "Excelente restaurante do ano" (1998) pela Fundação James Beard
- "Melhor Chef na cidade de Nova York" (1998) pela Fundação James Beard
- "Prêmio em Excelência por Serviço" (1999) pela Fundação James Beard
- "Melhor Chef do Ano" (2003) pela Fundação James Beard

## Vida pessoal
Ele e sua esposa Sandra (nascida Nieves) têm um filho.
Em 8 de junho de 2018, Ripert estava viajando com seu amigo, personalidade da TV americana e conhecedor de culinária Anthony Bourdain, que estava trabalhando em um episódio de Anthony Bourdain: Parts Unknown em Estrasburgo, França. Ripert encontrou Bourdain morto em um aparente suicídio enforcado no quarto de hotel de Bourdain em Kaysersberg-Vignoble.